# Мфангано
Мфангано (Мфвангану, англ. Mfangano Island) — остров в восточной части озера Виктория, на юго-западе Кении, в провинции Ньянза. Расположен западнее городов Хома-Бей (на побережье бухты Хома) и Кисуму. Расположен у выхода из залива Винам (Кавирондо), юго-западнее острова Русинга. Отделён от материка проливом Касингири. Наивысшая точка 1478 метров над уровнем моря.
Климат региона полувлажный или полузасушливый. Острова Русинга и Мфангано населены народом суба группы банту, на который оказал влияние более доминирующий народ луо посредством взаимодействия и смешанных браков. Большинство суба живут на острове Мфангано. С 2013 года суба проводят на острове Русинга ежегодный культурный фестиваль Rusinga Festival в течение двух дней на предрождественской неделе в декабре. В 2018 году фестиваль посетило 8000 человек из 13 стран. На острове Мфангано находится Музей культуры суба и пещеры Маванга (Mawanga).